# Königsmoor
Königsmoor là một đô thị thuộc huyện Harburg, bang Niedersachsen, Đức. Đô thị này có diện tích 10,01 km².